# 安化厅
安化厅，清朝时设置的厅。
光绪三十二年（1906年），分思恩县北部置，治所在今广西壮族自治区环江毛南族自治县明伦镇。辖境相当今环江北部地区。属庆远府。民国初年，全国废府州厅改县，于1912年改为安化县。 